# 姜昌旭
姜 昌旭（カン・チャンウク、朝鮮語: 강창욱）は、朝鮮民主主義人民共和国の政治家。朝鮮農業勤労者同盟中央委員会委員長、最高人民会議常任委員会委員、6.15共同宣言実践北側委員会副委員長などを歴任した。

## 経歴
出生地や生年月日は不明。1986年に開城市紡織工場三大革命小組小組長に就任した。1997年に元山市党委員会責任書記に転じ、2000年に黄州郡党委員会責任書記に任命された。2003年8月に最高人民会議第11期代議員に選出され、2004年12月10日に開催された朝鮮農業勤労者同盟中央委員会第7期第48回総会で、同盟中央委員会委員長に選出された。2005年4月に開催された最高人民会議第11期第3回会議で、最高人民会議常任委員会委員に補選された。2005年9月には中国を訪問し、2007年4月にはシリア、エジプトを、2008年にベトナムを訪問した。2004年に金正日総書記（国防委員長）と韓国の金大中大統領の間で締結された6.15南北共同宣言の履行を目的とした、6.15共同宣言実践北側委員会の副委員長に任命された。2005年4月には6.15共同宣言実践北側委員会の農業勤労者分科委員長に任命され、韓国の農民団体と開催した南北農民団体代表者会議に参加した。2009年1月には最高人民会議第12期代議員選挙の中央選挙委員会委員に任命された。2010年5月に開催された朝鮮農業勤労者同盟中央委員会第60回総会で、同中央委員会委員長を解任された。

## 参考サイト
- 북한정보포털

| 先代承尚燮 | 朝鮮農業勤労者同盟中央委員会委員長2004年 - 2010年 | 次代李明吉 |